# Sandra Botha
Sandra Botha (ur. 25 lutego 1945 w Viljoenskroon) – południowoafrykańska parlamentarzystka, w latach 2004–2007 wiceprzewodnicząca Zgromadzenia Narodowego, od 2007 lider opozycji wobec rządów ANC w parlamencie. 
Kształciła się w Parys Secondary School w Wolnym Państwie Oranje. Podczas nauki uzyskała stypendium American Field Service Scholarship, które umożliwiło jej roczny pobyt w Nowym Jorku. Naukę kontynuowała na Uniwersytecie w Stellenbosch, gdzie otrzymała stopień magistra nauk ekonomicznych. Później studiowała język sotho w Uniwersytecie Południowej Afryki (UNISIE). 
Po raz pierwszy zaangażowała się w działalność polityczną podczas studiów. Wraz z Helen Zille należała do ruchu antyapartheidowego (tzw. Black Slash). W 1998 mianowano ją wicedyrektorem Niezależnej Komisji Wyborczej w Wolnym Państwie. W 1999 objęła mandat senatorski jako przedstawicielka Partii Demokratycznej Wolnego Państwa w Narodowej Radzie Prowincji. W 2004 zdobyła miejsce w Zgromadzeniu Narodowym – izbie niższej parlamentu, gdzie w latach 2004–2007 pełniła funkcję wiceprzewodniczącej. Od 2007 pozostaje liderem opozycji (AD) w parlamencie. 
Angażuje się w działalność społeczną. Z jej inicjatywy w miejscowości Rammulotsi koło Viljoenskroon zorganizowano jedną z edycji Operacji Głód (Operation Hunger), dzięki której pod koniec jej trwania udawało się dostarczać żywność trzem tysiącom potrzebującym tygodniowo. 
Była zamężna z Corneliusem Andriesem Bothą, z którym dochowali się czwórki dzieci. Zamieszkuje stale na terenie Wolnego Państwa. 